# Calcinus tibicen
Calcinus tibicen är en kräftdjursart som först beskrevs av J. F. W. Herbst 1791.  Calcinus tibicen ingår i släktet Calcinus och familjen Diogenidae. Artens utbredningsområde är västra Atlanten. Inga underarter finns listade i Catalogue of Life.